# Nadia Myre
Pour les articles homonymes, voir Myre.
Nadia Myre est une artiste canadienne et une Algonquine, membre de la nation Kitigan Zibi Anishinaabe, qui vit et travaille à Montréal.

## Biographie
Nadia Myre est diplômée du Camosun College de Victoria, l'Université Emily Carr de Vancouver et de l'Université Concordia à Montréal. Elle est membre de la Première Nation Anishnabe et de la communauté de Kitigan Zibi située près de la ville d'Ottawa.
Myre retrouve son statut «d’Indienne» (appellation législative officielle) auprès de sa nation à la suite des modifications de la Loi sur les Indiens en apportées en 1985. Puisque la mère de l’artiste avait marié un non-autochtone, celle-ci et ses enfants perdaient leur statut et devaient quitter la communauté en vertu de cette loi coloniale canadienne datant de 1876.
Son travail est l'occasion de revisiter l'histoire et les luttes politiques et sociales des Premières Nations. Elle s'inspire notamment de techniques traditionnelles autochtones comme le perlage.
Elle est une des cofondatrices du premier centre d'artiste autochtone au Québec, le Centre d’art daphne, nommé ainsi en l’honneur de la peintre odawa-potawatomi Daphne Odjig. Le centre est cofondé avec les artistes Skawennati, Hannah Claus et Caroline Monnet.
Une œuvre d'art public réalisée par l'artiste ornera au cours des prochaines années, la station Anjou du Métro de Montréal.

## Œuvres

### Indian Act Project
Nadia Myre est surtout reconnue pour ses œuvres de perlage. Cette technique de broderie consiste à enfiler des perles de verre sur un fil cousu ensuite sur un tissu et fait partie de l'artisanat féminin Anishnabe, où se sont généralement des peaux tannées qui sont ainsi décorées. Elle débute en 2000 l’Indian Act Project (2000-2003), une œuvre qui consiste à recouvrir les 56 pages de la Loi sur les Indiens de milliers de perles de verre rouges et blanches. Ce long projet se tient sur une période de trois ans (2000-2003). Myre fait appel à des volontaires pour l’aider à perler le document. Ces cercles de perlage permettent à l’artiste de faire autant appel à des artisans expérimentés que des novices. Cette œuvre fut exposée dans son intégralité lors de l’exposition Sakahan au Musée des Beaux-Arts du Canada.
Les perles rouges qui recouvrent l’espace normalement laissé blanc font référence au sang et à la violence de la colonisation vis-a-vis des Autochtones. Le texte normalement rédigé en noir, quant à lui, est remplacé par des perles blanche le rendant complètement illisible. Les deux couleurs font aussi référence aux dénominations raciales désuètes «blancs» et «peaux-rouges» (insulte raciste pour définir les Autochtones). Myre choisira de laisser quelques bribes de textes lisibles et non recouvertes, permettant  de lire la violence du vocabulaire utilisé dans cette loi encore en vigueur tout en démontrant que le travail de décolonisation n’est pas terminé.

### Scar Project
Toujours sous l’angle de la participation, Myre s’inspire de ses propres cicatrices (ou traumas) pour créer un projet collaboratif intitulé le Scar Project (2005-2013) où elle invite des personnes à représenter leur propre cicatrices sur de petits canevas à l’aide de fil, de laine et de crayon. Cette œuvre compte plus de 300 éléments distincts et fait partie de la collection du Musée national des beaux-arts du Québec.

### For Those Who Cannot Speak: the Land, the Water, the Animals and the Future Generations
Elle réalise en 2013 une œuvre monumentale qui a intégré la collection permanente du Musée des Beaux-Arts du Canada. For Those Who Cannot Speak: the Land, the Water, the Animals and the Future Generations fait référence aux wampums (colliers de coquillages bicolores qui servaient de traités pour les Nations du Nord Est). Myre sera inspirée pour la réalisation de cette œuvre par la protection du territoire notamment par un groupe de femmes aînées et activistes de sa communauté qui luttaient contre la déforestation non loin de leur communauté. L'œuvre sera installée dans le musée alors que la Cheffe Theresa Spence entame une grève de la faim comme moyen de pression contre le gouvernement de Stephen Harper.

### Portrait in Motion
Myre travaille également le médium de la vidéo dans plusieurs œuvres (Inkanatatation, 2004, Rethinking Anthem, 2008, Wish, 2002). L'œuvre Portrait in Motion (2000-2001) est un court vidéo qui montre l’artiste à bord d’un canot. On y voit l’artiste pagayer dans un paysage brumeux aux teintes orangées. Myre fait ici référence au photographe Edward S. Curtis, célèbre pour ses photographies des communautés autochtones et critiqué par plusieurs pour avoir contribué à la stigmatisation des identités Autochtones.

### Expositions individuelles
- 2002 : 
  - Cont[r]act, Galerie Oboro, Montréal, QC, Canada.
  - Indian Act, Grunt Gallery, Vancouver, BC, Canada.
- 2004 : Cicatrice ou Poésie pour les aveugles, Art Mûr, Montréal, QC, Canada.
- 2005 : 
  - Skin Deep or Poetry for the Blind, Union Gallery, Queen's University, Kingston, ON, Canada.
  - Cicatrices: Histoires partagées, Art Mûr, Montréal, QC, Canada.
- 2006 : 
  - The Scar Project, Third Space Gallery, Saint-John, NB, Canada.
  - We Want Ads and Other Scars, Urban Shaman, Winnipeg, MA, Canada.
- 2008 : 
  - À fleur de peau, Musée d'art contemporain des Laurentides, Saint-Jérôme, QC, Canada.
  - Nadia Myre: Works on Paper, St. Francis Xavier University Art Gallery, Antigonish, NS, Canada.
  - Nadia Myre - Othered Women, Redshift Gallery Saskatoon, SK, Canada. Réalisé en collaboration avec PAVED Arts et AKA artist-run centre.
- 2009 : 
  - Rethinking Anthem and Other New Work, Toronto International Art Fair, Toronto, ON, Canada.
  - Landscape of Sorrow and Other New Work, Art Mûr, Montréal, QC, Canada.
- 2010 :
  - The Scar Project, Gallery 114, Kendall College of Art and Design, Grand Rapids, MI, États-Unis.
  - Nadia Myre: Scar Tissue - Hide: Skin as Material and Metaphor, George Gustav Heye Center, National Museum of the American Indian, New York City, NY, États-Unis.
- 2011 : 
  - The Forgiveness Project and Other Work - Pardonnez-moi, La Maision des artistes visuels francophones, Saint-Boniface, MA, Canada.
  - Nadia Myre: Symbology, Carleton University Art Gallery, Ottawa, ON, Canada.
  - Nadia Myre: Rencontres : Encounters, Musée d'art contemporain des Laurentides, Saint-Jérôme, QC, Canada.
- 2014 : 
  - Oraison/Orison, Galerie Oboro, Montréal, QC, Canada.
  - Nadia Myre : Needle Works, McLaren Art Centre, Barrie, ON, Canada.
- 2016 : Decolonial Gestures or Doing it Wrong? Refaire le chemin, Musée McCord, Montréal, QC, Canada.
- 2017 : 
  - Tout ce qui reste / Scattered Remains, Musée des beaux-arts de Montréal, Québec, QC, Canada.
  - Code Switching, Art Mûr, Leipzig, Allemagne.
- 2018 : 
  - Acts that Fade Away, Ryerson Image Centre, Toronto, ON, Canada.
  - Code Switching and Other New Works, The Briggait (Glasgow International), Glasgow, Royaume-Uni.

## Expositions collectives (sélection)
- 1998 : 
  - Here and Now: First Peoples Perspective 1964-1997, Emily Carr Institute of Art and Design, Vancouver, BC, Canada, commissaire Judy Chartrand[8].
- 1999 :
  - 48 Hours / 48 Rooms, 4004 rue St. Denis, Montréal, QC, Canada.
  - Uh... Ummmm... Ahh... Stop, Montreal Telegraph, Montréal, QC, Canada.
  - Artistes Autochtones -1999-Native Artists, Université de Montréal, QC, Canada, commissaire Alice Cerdan.
- 2001 :
  - Signes et Terre : Métissage et Sacré, Centre de la créativité du Gésù, Montréal, QC, Canada.
  - Mukwa Geezis, Association for Native Development in the Performing and Visual ArtsUniversity of Toronto, Toronto, ON, Canada, commissaire Maria Hupfield.
  - Ni-Ensembles, Maison des cultures amérindiennes, Mont-Saint-Hilaire, QC, Canada.
- 2002 :
  - Animate Objects, Sakewewak Gallery, Regina, SK, Canada, commissaire Reona Brass.
  - Seeing Red, Woodland Cultural Center, Brantford, ON, Canada, commissaire Tom Hill.
  - Mémoire vive, Centre d'histoire de Montréal et Dare-Dare, Montréal, Qc, Canada, commissaire Raphaëlle de Groot.
  - Présence autochtone, Terres en vues, projections vidéo, Cinéma ONF, Montréal, QC, Canada.
- 2003 : 
  - thinking textile, Richmond Art Gallery, Vancouver, BC, Canada, commissaire Deborah Koenker.
  - Path Breakers: The Eiteljorg Fellowship of Native American Fine Arts, Eiteljorg Museum of American Indians and Western Art, Indianapolis, Indiana, États-Unis, commissaire Jennifer McNutt.
  - Beyond Words, Mount Saint Vincent University, Halifax, NS, Canada, commissaire Ingrid Jenkner.
  - Le personnel est politique: une perspective autochtone, Suite du lieutenant-gouverneur, Édifice de l'Assemblée législative à Queen's Park, Ottawa, ON, Canada, commissaire Clara Hargittay.
  - La salle des Premiers Peuples, Musée canadien des civilisations, Hull, QC, Canada.
  - Sprawl, Museum London, London, ON, Canada, commissaire Patricia Deadman.
- 2010 :
  - Drawing time / le temps du dessin, Galeries Poirel, Nancy, Lorraine, France[9].
  - Vantage point, National museum of American Indian, Washington, DC, États-Unis[10].
  - Femmes artistes. L’éclatement des frontières, 1965-2000, Musée National des Beaux-arts de Québec, Québec, QC, Canada, commissaire Esther Trépanier.
- 2011 :
  - Ce hasard qui crée des choses, Biennale de Montréal, Montréal, QC, Canada[11].
  - Pour une république des rêves, CRAC - Centre réhnan d’art contemporain, Altrick, Alsace, France[12].
- 2012 : 18th Biennale de Sydney, Sydney, Australie, commissaires Catherine de Zegher et Gerald McMaster[13].
- 2013 :
  - Sakahàn, Musée des Beaux-Arts du Canada, Ottawa, Ontario, Canada[14].
  - Water Diary: A dialogue between artist videos and amateur films, Fonds régional d'art contemporain de Normandie-Rouen, Sotteville-lès-rouen, Seine-Maritime, France[15].
- 2014 :
  - 10th Biennale de Shanghai, Shanghai, Chine[16].
  - Formes et paroles, Musée Dapper, île de Gorée, Sénégal[17].
- 2017 : Canada Now: The tip of the iceberg/La pointe de l’Iceberg, Art Bermondsey Projet Space, Londres, Angleterre, Anaïs Castro[18]
- 2019 :
  - Si petits entre les étoiles, Si grands contre le ciel, Manif d’art 9 - Biennale de Québec, Québec, QC, Canada[19].
  - May you live in interesting times, Volume 0, Nadia Myre et Alan Michelson, Biennale de Venise, Venise, Italie, commissaire Dr. Max Carocci[20].

## Formation
2002 : Diplôme de maîtrise en arts visuels (MFA), Université Concordia
1997 : Diplôme, Emily Carr University of Art and Design

## Prix et distinctions
- 2021 : Prix Louis-Comtois[21]
- 2019 : Compagne des arts et des lettres du Québec, Ordre des arts et des lettres du Québec[22]
- 2019 : Parmi les portraits des vingt-et-une Montréalaises exceptionnelles qui se démarquent sur les plans social, scientifique et culturel[23]
- 2019 : remporte un concours pancanadien sur invitation du Bureau d'art public de Montréal pour la création d'une œuvre intitulée: Dans l'attente[24]
- 2016 : Prix de la Commission autochtone de la Walter Phillips Gallery du Banff Centre
- 2014 : remporte le prix artistique Sobey, la plus importante distinction au Canada pour les artistes de moins de 40 ans. Elle a également été nommée pour le prix en 2011, 2012 et 2013.
- 2012 : devient membre de l'Académie royale des arts du Canada.
- 2011 : Prix Les Elles de l'art
- 2009 : Prix à la création artistique du CALQ dans les Laurentides[25]

## Musées et collections publiques
- Banque d'œuvres du Conseil des arts du Canada
- Bibliothèque et archives nationales du Québec
- FRAC Lorraine
- MacKenzie Art Gallery
- Musée d'art contemporain de Montréal
- Musée de la civilisation[26]
- Musée des beaux-arts de Montréal
- Musée des beaux-arts du Canada[27]
- Musée national des beaux-arts du Québec[28]
- National Museum of American Indian
- Pointe-à-Callière, musée d'archéologie et d'histoire de Montréal

## Sources
- Geneviève Goyer-Ouimette, « Nadia Myre, Scattered remains/Tout ce qui reste », Revue M du Musée des beaux-arts de Montréal,‎ automne 2017, p. 10 (ISSN 1715-4820).
- Dyck, Sandra et Graham, Amanda Jane et Lanthier, Rhéal Olivier et al.  « Nadia Myre : Encounters. » Montréal, Qc: Art Mûr; Saint Jérôme Qc: Musée d art contemporain des Laurentides; Ottawa, Ont.: Carleton University Art Gallery, 2011.  (ISBN 9782923243047)